# Charly Martin
Pour les articles homonymes, voir Charles Martin et Martin.
Charly Martin est un surfeur professionnel français né le 4 avril 1990 à Pointe-à-Pitre, en Guadeloupe. À ce titre, il dispute la plupart des championnats sous la bannière guadeloupéenne. Il évolue pour la saison 2015 sur le circuit World Qualifying Series.

## Biographie
En 2014, il est au 5e rang mondial des compétitions de surf.

## Palmarès et résultats
- 2012
  - 1er du Relentless Boardmasters en Cornouailles (Angleterre)[2]

- 2013
  - 1er du Sooruz Lacanau Pro à Lacanau (France)[3],[4]

- 2014
  - 3e du Burton Toyota Pro à Newcastle (Australie)[5]
  - 3e du Sooruz Lacanau Pro à Lacanau (France)[6]

- 2021
  - 3e du QS 3000 à Caparica (Portugal)[7]